# تشكل التلافيف

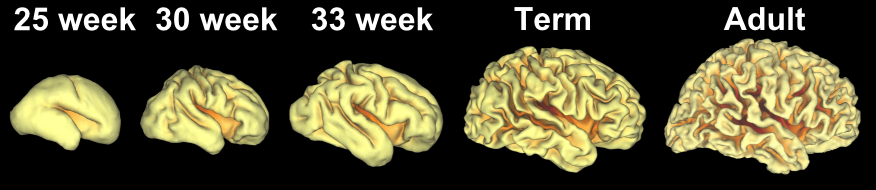
تشكل التلافيف في الدماغ البشري

تشكل التلافيف هو عملية تشكيل الطيات المميزة للقشرةُ المُخيِّة.  وتُسمى قمة هذه الطيات التلفيف (الجمع: التلافيف)، ويُسمى حوضها التلم (الجمع: التلم). تتواجد الخلايا العصبية للقشرة المخيِّة في طبقة رقيقة من المادة الرمادية، فقط بسمك 2-4 مم على سطح الدماغ.  تشغل المادة البيضاء معظم الحجم الداخلي، والتي تتكون من إسقاطات محورية طويلة من وإلى الخلايا العصبية القشرية الموجودة بالقرب من السطح. يسمح تكون التلافيف بوجود مساحة قشرية أكبر وبالتالي وظائف معرفية أكبر لتناسب داخل جمجمة الصغير. في معظم الثدييات، تبدأ الانثناءات أثناء نمو الجنين. تمتلك الرئيسيات والحيتانيات وذوات الحوافر تلافيف قشرية واسعة، مع استثناءات قليلة في الأنواع، في حين أن القوارض عمومًا لا تملك أي منها. تستمر الانثناءات في بعض الحيوانات، مثل النمس إلى فترة ما بعد الولادة. 

## معرض الصور

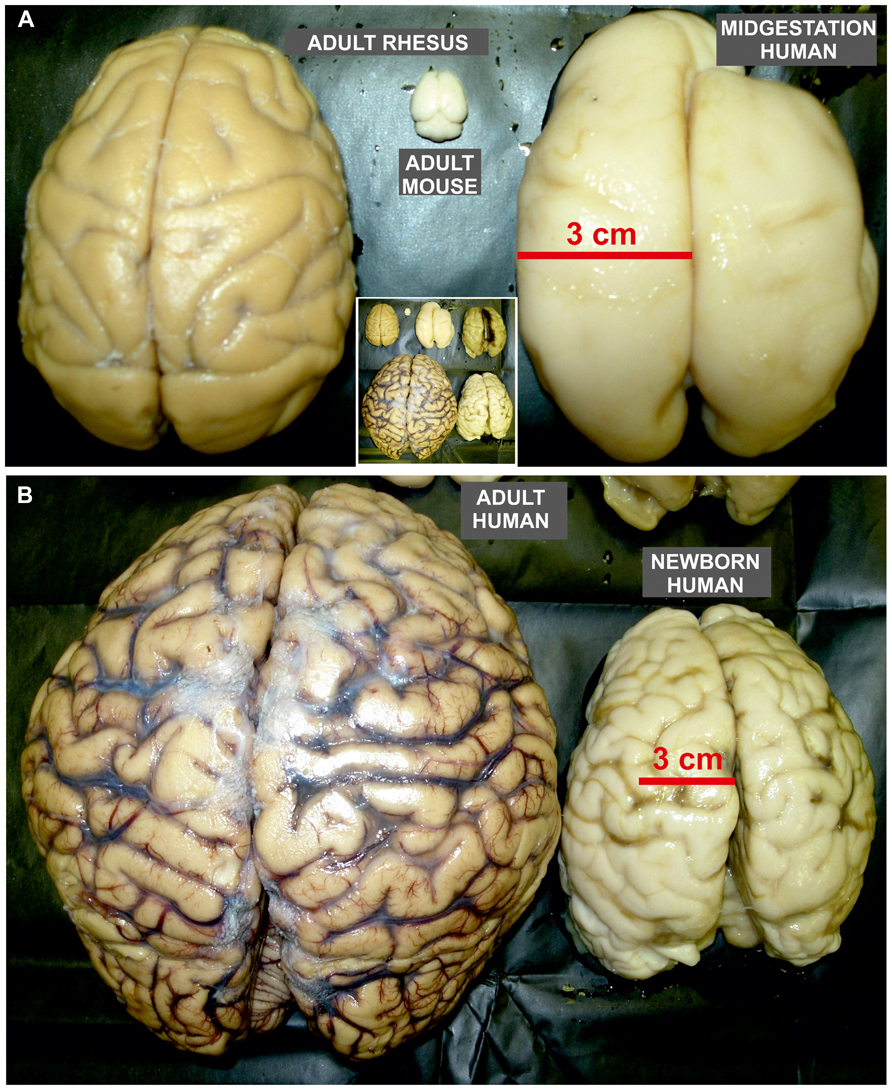
أدمغة مختلفة. في اتجاه عقارب الساعة من أعلى اليسار: ريسوس بالغ؛ فأر بالغ وسط الإنسان حديث الولادة إنسان بالغ.
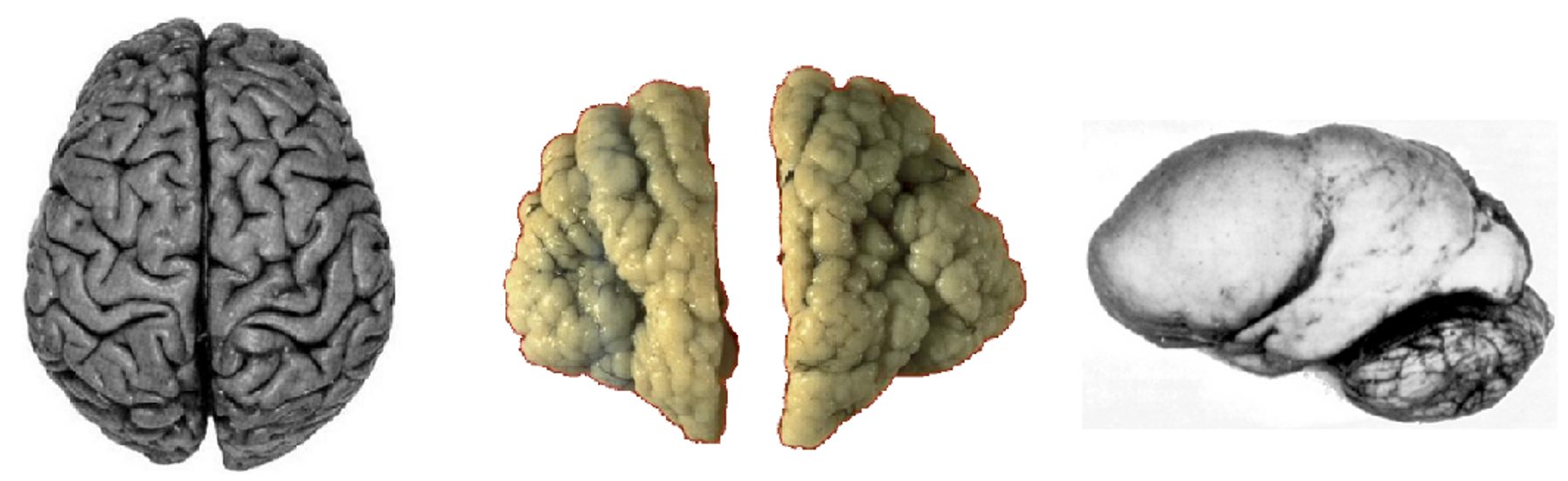
مخ بالغ بشري طبيعي (يسار)، كَثَارَةُ التَّلاَفيفِ (وسط) وانعدام التلافيف (دماغ أملس) (يمين).